# 李洪波 (1956年)
李洪波（1956年—），男，海南儋州人，中华人民共和国政治人物。

## 生平
历任海南省保亭县委常委、组织部部长、保亭县委副书记；通什市委书记、市人大常委会主任；海南省农业厅副厅长；海南省扶贫开发领导小组办公室主任（副厅级）、党组书记。2007年3月任海南省水务局局长。2009年5月，任海南省水务厅厅长。2015年5月20日，海南省人民检察院第一分院对海南省水务厅厅长李洪波涉嫌受贿犯罪立案侦查。同年5月27日，海南省第五届人大常委会第十五次会议决定免去李洪波职务。